# Salix chienii
Salix chienii — вид квіткових рослин із родини вербових (Salicaceae).

## Морфологічна характеристика
Це кущ чи дерево до 12 метрів заввишки; кора матова, коричнево-сіра. Молоді гілочки світло-зелені, запушені, стають багряно-коричневими, напівголими. Листкова ніжка ≈ 1 мм; листкова пластинка довго еліптична, ланцетна чи зворотно-ланцетна, 20–35(55) × 5–11(13) мм, абаксіально (низ) бліда, адаксіально зелена й гола чи майже так, обидві поверхні шовковисто запушені в молодості, край залозистий зубчастий, верхівка гостра або тупа. Чоловіча сережка циліндрична, 15–20 мм; жіноча сережка 12–18 мм, до 20–40 мм у плоді. Коробочка яйцювато-довгаста, ≈ 3 мм.

## Середовище проживання
Південно-Центральний і Південно-Східний Китай. Росте уздовж струмків, заростей; на висотах 500–6000 метрів.